# Henriette Caillaux
Henriette Caillaux, nacida Henriette Raynouard (Rueil-Malmaison, 5 de diciembre de 1874-Mamers, 29 de enero de 1943), fue la esposa del político francés Joseph Caillaux, y alcanzó fama por haber asesinado en París al periodista Gaston Calmette, director del diario Le Figaro.

## Biografía
Henriette había iniciado una relación amorosa con el político Joseph Caillaux cuando ella tenía diecisiete años y él treinta y cuatro. Para esa época Caillaux estaba casado, pero diez años después se divorció y contrajo nupcias con Henriette en 1902. Con el paso de los años, Caillaux se convirtió en ministro de Finanzas de Francia durante el gobierno del primer ministro Gaston Doumergue. No obstante, el periodista Gaston Calmette, director de Le Figaro, se apropió de cartas confidenciales de Caillaux para acusarlo de interceder ante los jueces en favor de un estafador, de recibir dinero ilícitamente para sus campañas electorales, y sobre todo de haber intrigado secretamente en el Senado para que fuera desaprobado un proyecto referido al impuesto sobre la renta, precisamente cuando Caillaux se había mostrado ante el público como gran defensor del proyecto. 
Corrían los primeros meses de 1914 y Francia se preparaba para una campaña electoral, por lo cual las acusaciones de Calmette resultaban sumamente dañinas para Caillaux, además de desacreditarlo grandemente como ministro de Finanzas. Ante el ataque periodístico, Henriette Caillaux visitó la sede central de Le Figaro el 16 de marzo de 1914 y tras solicitar una entrevista con Gaston Calmette, entró a la oficina de este, le increpó su proceder brevemente y de inmediato le disparó en el pecho con un arma de fuego corta. Henriette Caillaux escapó rápidamente del lugar mientras Calmette quedaba gravemente herido, muriendo horas después.

## Proceso judicial

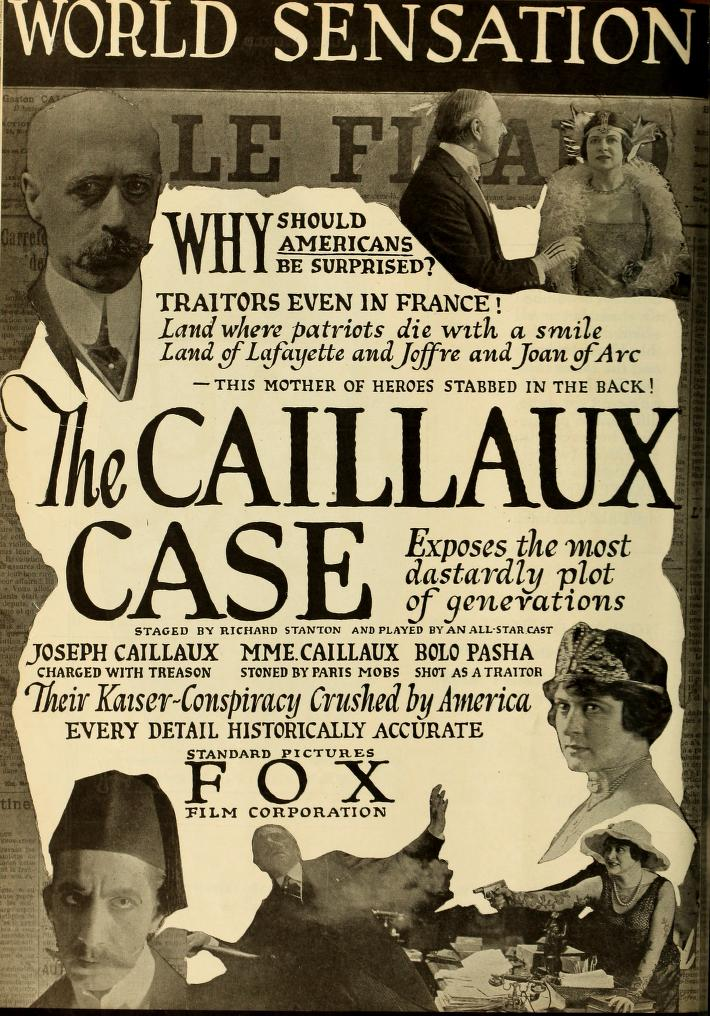
The Caillaux Case (1918).

Henriette Caillaux fue rápidamente descubierta y arrestada, siendo sometida a juicio bajo la acusación de asesinato. La condena por este delito implicaba la pena de muerte en las leyes francesas de la época, siendo que el cúmulo de pruebas contra Henriette hacía muy difícil su defensa, mientras que la propia acusada había reconocido su delito. No obstante, el abogado de Henriette, Fernand Labori, alegó que su patrocinada había cometido en realidad un crimen pasional, sosteniendo que, por ser mujer, Henriette había cometido su crimen bajo un «impulso femenino irracional» y descontrolado, siendo incapaz de planificar razonablemente el delito y de ser consciente de la gravedad sus actos. 
Para lograr la absolución de Henriette Caillaux, el abogado Labori explotó hábilmente los prejuicios del machismo imperante en esa época, destacando ante el tribunal que una mujer siempre debía considerarse «emocionalmente más débil que un hombre», y por su propia naturaleza las mujeres estaban «más inclinadas a realizar actos irracionales», lo cual significaba que la acusada debía ser absuelta pues por ser mujer «sus emociones no podían ser controladas por su débil razón».
A inicios del siglo XX el feminismo hacía su aparición ante la opinión pública europea, y era una causa impopular entre los políticos de la época, tanto conservadores como liberales. Irónicamente, el fuerte machismo de la sociedad francesa de la época salvó a Henriette Caillaux de una segura condena a muerte en tanto los prejuicios y estereotipos sobre la «debilidad racional de la mujer» fueron fácilmente aceptados por el tribunal como explicación para el asesinato de Calmette. Henriette fue absuelta el 28 de julio de 1914 días antes del estallido de la Primera Guerra Mundial. 
Décadas después, Henriette Caillaux alcanzó fama en Francia como autora de libros sobre historia del arte. Caillaux murió en la casa de su esposo en Mamers el año 1943.